# Jadwiga Janus

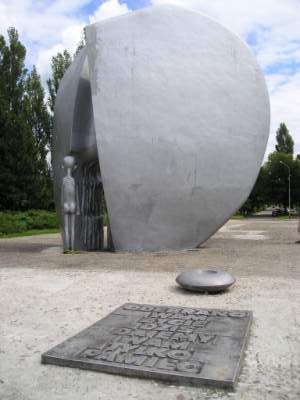
Pomnik Martyrologii Dzieci w Łodzi

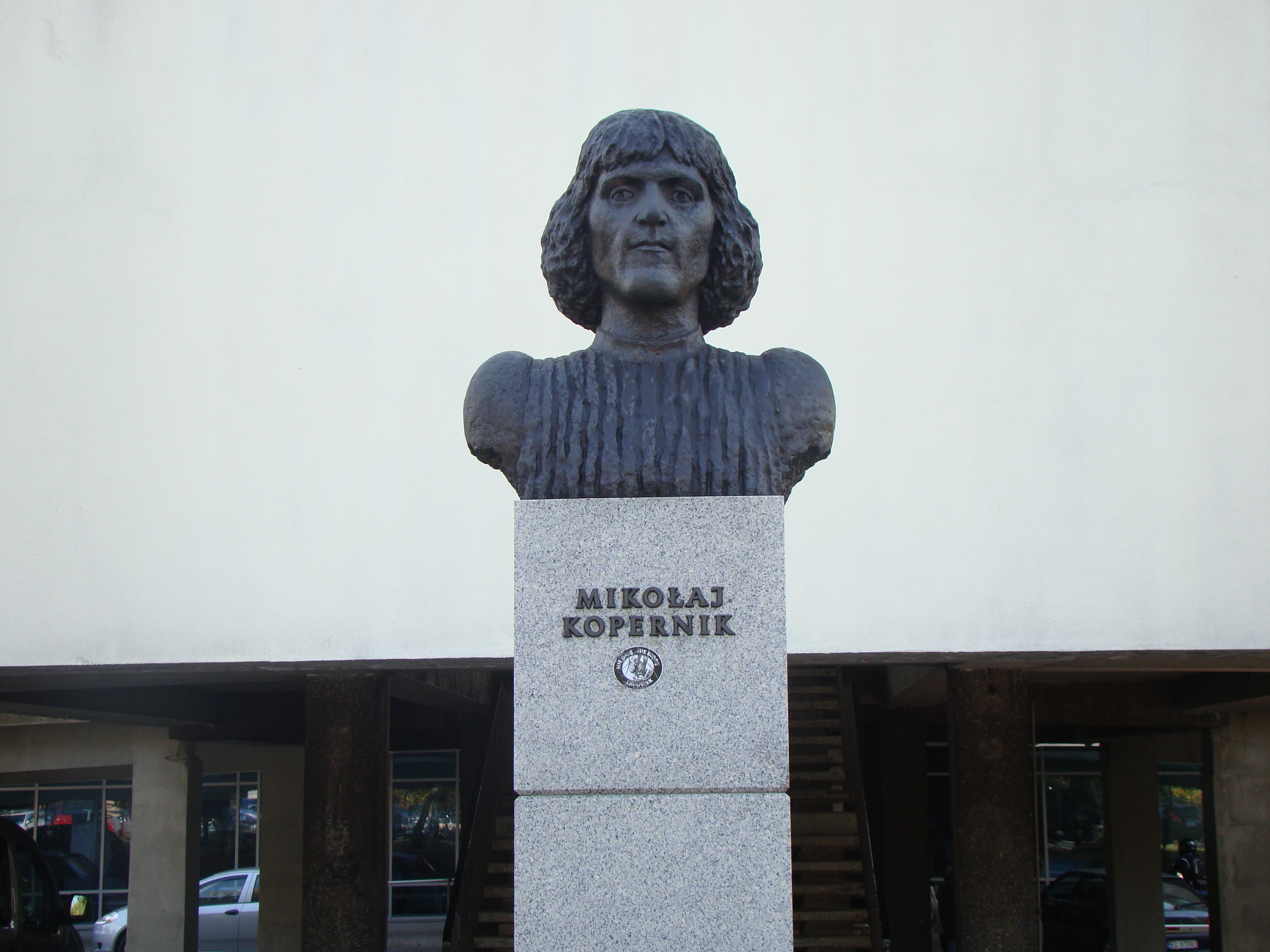
Pomnik Mikołaja Kopernika w Łodzi

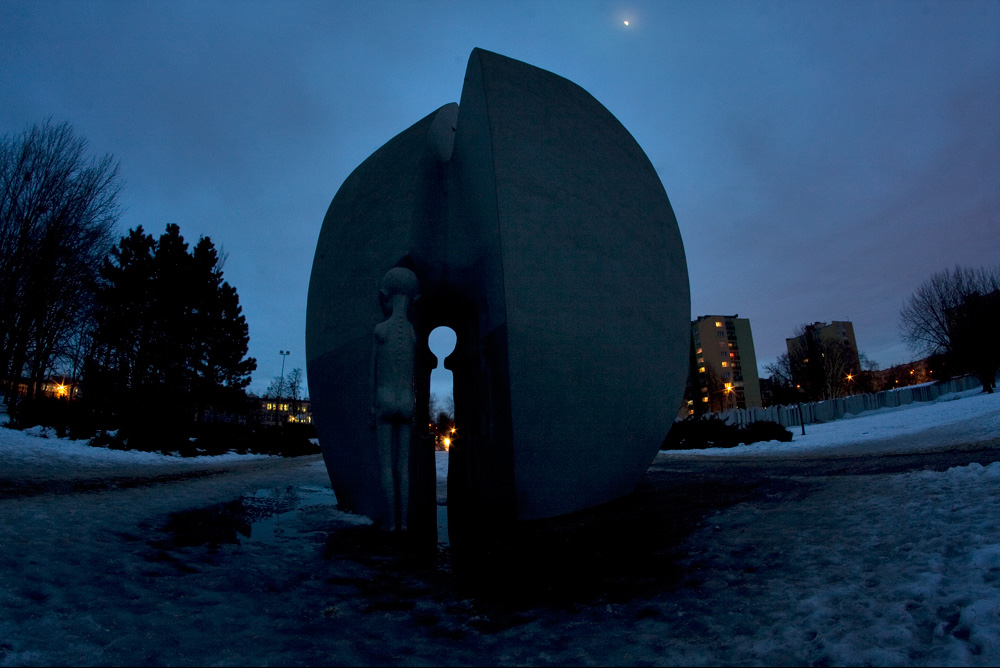
Pomnik Martyrologii Dzieci wieczorem

Jadwiga Janus Łubniewicz (ur. 21 października 1931 w Stadnickiej Woli, zm. 8 marca 2019) – polska rzeźbiarka, autorka instalacji.
Żona nieżyjącego malarza Albina Łubniewicza.

## Życiorys
Uzyskała dyplom magistra sztuki w 1957 r. na Akademii Sztuk Pięknych w Krakowie na Wydziale Rzeźby w pracowni Xawerego Dunikowskiego.
Od ponad półwiecza artystka mieszka i tworzy w Łodzi. Tworzy rzeźby w brązie, aluminium, drewnie, kamieniu, ceramice i innych materiałach. Jest autorką Pomnika Martyrologii Dzieci (tzw. pęknięte serce) w parku im. Szarych Szeregów w Łodzi. Pomnik został odsłonięty 9 maja 1971, w 26. rocznicę zwycięstwa nad faszyzmem. W 2002 roku odsłonięto Pomnik-popiersie Mikołaja Kopernika, zdobiący największy łódzki szpital. Jest także autorką rzeźb sakralnych w kościele św. Teresy w Łodzi przy ul. Kopcińskiego czy kościele św. Piotra i Pawła przy ul. Nawrot w Łodzi. Obok rzeźby zajmuje się też malarstwem i rysunkiem.
Wystawiała się w kraju i zagranicą m.in. w Oldenburg Galerie w Oldenburgu, Galerii Zollner w Bremie, La Petite Galerie w Bremie, Galerii Ignis w Kolonii, Ośrodku Kultury Polskiej w Budapeszcie, Dortmund, Narodowej galerii w Pradze, Museo Archelogica Mediolan.
W październiku 2007 Jadwiga Janus obchodziła jubileusz 50 lat pracy artystycznej w Miejskiej Galerii Sztuki – Ośrodek Propagandy Sztuki w Łodzi. W maju 2009 r. Jadwiga Janus została uhonorowana najwyższym państwowym odznaczeniem w dziedzinie sztuki nadanym przez Prezydenta RP Srebrnym Medalem „Zasłużony Kulturze Gloria Artis”.
W 2018 roku Jadwiga Janus przekazała kolekcję rzeźb wykonanych  w latach 2006-2007 Bałuckiemu Ośrodkowi Kultury. Kolekcja stanowi własność Galerii.Część z nich była eksponowana m.in. w Muzeum Rzeźby Polskiej w Orońsku. W kolekcji znajduje się 16 prac - form przestrzennych m.in. „Nieoczekiwane narodziny", „Purchawka", „Podróżnik", „Z pamięci", „Dekoracyjna”,  „Obserwator", „Figura grzebieniasta" czy „Słupnik”. Wykonane są głównie z surowego drewna łączonego z naturalną, workową tkaniną jutową i szarym płótnem. Wykorzystano różnorodne kształty i kolory patyków, konarów i pni oraz część skrzyni ze sklejki, a także elementy ceramiczne i jedna czaszka zwierzęca. Poszczególne elementy połączone są sznurami, części konstrukcyjne gwoździami. Większość zastosowanych materiałów pozostawiona w kolorze naturalnym, jedynie w jednym obiekcie dominujący materiał to tkaniny w kolorze czarnym i kilku odcieniach czerwieni.
18 marca 2019 roku Jadwiga Janus została pochowana na Starym Cmentarzu w Łodzi. W ostatniej drodze artystce towarzyszyła rodzina, przyjaciele artyści rzeźbiarze Wojciech Gryniewicz, Andrzej Jocz, malarz Andrzej Gieraga, przedstawiciele władz Miasta Łodzi, władz Akademii Sztuk Pięknych w Łodzi, łódzkie media. Prochy artystki zostały złożone w grobie rodziców (Seweryna i Kazimiery) oraz męża Jadwigi Janus, malarza Albina Łubniewicza.

## Prace (lista niepełna)

### Pomniki i rzeźby
- 1966 – Pomnik „Pogromcom hitleryzmu” (pierwotna nazwa – Braterstwa Broni) w Wieluniu
- 1969 – pomnik Władysława Żarskiego w Piotrkowie Trybunalskim
- 1971 – Pomnik Martyrologii Dzieci w Łodzi
- 1985–1999 rzeźby sakralne w: Kościół św. Teresy w Łodzi, w kościele św. Piotra i Pawła, Kościół św. Stanisława Kostki w Płocku, w kościele w Radulach k. Białegostoku
- 2002 – Pomnik-popiersie Mikołaja Kopernika dla szpitala im. Mikołaja Kopernika w Łodzi

### Inne
- 1971 – wystrój plastyczny Zakładów Przemysłu Wełnianego Biawena w Białej Podlaskiej
- 1972 – wystrój plastyczny Zakładów Przemysłowych Cotex w Płocku
- 1973 – wystrój plastyczny Zakładów dziewiarskich Jarlan w Jarosławiu
- 1974–75 – rozwiązania rzeźbiarsko-architektoniczne elewacji i wnętrz budynków Zakładów Włókienniczych Bistona w Łodzi
- 1975 – wystrój plastyczny zakładów Włókienniczych Teofilów w Łodzi
- 1976–77 – rzeźby w kamieniu na Osiedlu Piastowskim w Lublinie – współtwórca Barbara Zbrożyna
- 1977 – wystrój plastyczny Domu Kultury Zakładów Przemysłu Wełnianego Biawena w Białej Podlaskiej

### Prace w zbiorach
- Muzeum Narodowe w Warszawie
- Centrum Rzeźby Polskiej w Orońsku
- Urząd Miasta Łodzi
- Wielkopolskie Muzeum Walk Niepodległościowych
- Muzeum Okręgowe im. Leona Wyczółkowskiego w Bydgoszczy
- Muzeum Miasta Łodzi
- Muzeum Sztuki Medalierskiej we Wrocławiu.
- w kolekcjach prywatnych w Polsce, Niemczech (Brema, Oldenburg) i Szwecji (Sztokholm).

## Wystawy

### Indywidualne
- 1972 – Oldenburg Galerie, Oldenburg
- 1975 – Salon Sztuki Współczesnej, BWA, Łódź
- 1975 – Galeria Sztuki Współczesnej Koszykowa, DESA, Warszawa
- 1978 – Galeria Zollner, Brema
- 1978 – La Petite Galerie, Brema
- 1980 – Muzeum im. Xawerego Dunikowskiego, Królikarnia, Warszawa
- 1981 – Ośrodek Kultury Polskiej, Budapeszt
- 1987 – Galeria Ignis, Kolonia
- 1991 – Galeria 86, Łódź
- 1993 – Galeria Manhattan, Łódź
- 1994 – Muzeum Nadwiślańskie, Kazimierz Dolny
- 1995 – Galeria ZPAP, Białystok
- 1997 – Galeria Willa (Miejska Galeria Sztuki w Łodzi)
- 1999 – Galeria ZPAP, Warszawa
- 2001 – Galeria BWA, Bydgoszcz
- 2004 – Centrum Rzeźby Polskiej w Orońsku
- 2005 – Galeria ASP (Akademia Sztuk Pięknych im. Władysława Strzemińskiego w Łodzi)
- 2007 – Ośrodek Propagandy Sztuki w Łodzi (Miejska Galeria Sztuki w Łodzi)[6]
- 2007 – Pałac Sztuki, Kraków
- 2008 – Galeria Rogatka, Radom
- 2009 – Muzeum Rzeźby Współczesnej w Centrum Rzeźby Polskiej w Orońsku[7][8][9]
- 2014 – Wystawa Oblicza formy Muzeum Miasta Łodzi[10]
- 2017- Miejska Galeria Sztuki w Łodzi – Galeria Re:Medium ul. Piotrkowska/113

### Zbiorowe (lista niepełna)
- 1960 – Rzeźba polska 1945–1960, CBWA, Warszawa
- 1961/62 – Polskie dzieło plastyczne w XV-lecie PRL, CBWA, Warszawa
- 1965 – Wystawa grafiki i rzeźby. XX lat PRL w twórczości plastycznej, CBWA, Warszawa
- 1966 – Wystawa prac z ogólnopolskich plenerów rzeźbiarskich ZPAP, Kielce
- 1968 – Spotkania rzeźbiarskie, ZPAP, Suchedniów
- 1969 – Matka i dziecko w polskim medalierstwie współczesnym, wystawa z okazji kongresu UNICEF, Berno, Lucerna, Warszawa
- 1965/1969 – Ogólnopolska wystawa medalierstwa, CBWA, Warszawa
- 1970 – Spotkania rzeźbiarskie ZPAP, Orońsko
- 1972 – Spotkania rzeźbiarskie ZPAP, Orońsko
- 1973 – Międzynarodowy konkurs ceramiki, Faenza
- 1973 – III Międzynarodowe Biennale Ceramiki Artystycznej Vallouris.
- 1973 – Plenerowa Galeria Rzeźby, ZPAP, BWA, Łódź
- 1973 – Ogólnopolska wystawa rzeźby, BWA, Sopot
- 1973 – Spotkania rzeźbiarskie ZPAP, Orońsko
- 1973/74 – La medaglia polacco contemporanea, Museo Archeologica, Mediolan
- 1975 – Neue Formrn und Tendenzen in der gegenwärtigen polnischen Medaillerkunst, Dortmund
- 1976 – Soucasne polske medaillerstvi, Narodowa Galeria, Praga
- 1979 – IV Festiwal Sztuk Pięknych Hommage Xaweremu Dunikowskiemu w 100 rocznicę urodzin, CBWA, Warszawa
- 1974–79 – Tendencje i osobowość. Ogólnopolska wystawa rzeźby w XXXV-lecie PRL, CBWA, Warszawa
- 1980 – Myśl i tworzywa, Muzeum Okrȩgowe, Radom
- 1989 – Ogólnopolski przegląd rzeźby 1979-89, CBWA, Zachęta Narodowa Galeria Sztuki, Warszawa
- 2000 – Salon Jesienny ZPAP, Łódź
- 2002 – Salon Jesienny ZPAP, Łódź
- 2005 – Space Gallery, Kraków
- 2008 – „Różowa intuicja” Muzeum Xawerego Dunikowskiego Warszawa[11][12]
- 2010 – Wystawa pt. „Geometria i Metafora”: Akademicka Galeria Sztuki XS w Instytucie Sztuk Pięknych Uniwersytetu Humanistyczno-Przyrodniczego im. Jana Kochanowskiego w Kielcach[13]

## Nagrody (lista niepełna)
- 1968 – I nagroda w konkursie na Pomnik Martyrologii Dzieci w Łodzi
- 1973 – I nagroda w konkursie na projekt Pomnika Czynu Rewolucyjnego w Łodzi
- 1975 – wyróżnienie w konkursie na Pomnik Bohaterów Walk o Wał Pomorski

## Odznaczenia
- 2009 – Srebrny Medal „Zasłużony Kulturze Gloria Artis”[14]

## Filmografia
- 2005 Inspirations („Inspiracje”) reż. Małgorzata Gryniewicz – bohater filmu[15]